# Малая Локня
Малая Локня — село в Суджанском районе Курской области. Административный центр Малолокнянского сельсовета.

## География
Село находится на одноимённой реке (приток Локни в бассейне Суджи), в 13,5 км от российско-украинской границы, в 80 км к юго-западу от Курска, в 16 км к северу от районного центра — города Суджа.
Улицы
В селе улицы: Зелёная, Кубарева, Молодёжная, Пугачёва Т. Д., Сотницкая, Станционная.
Климат
Малая Локня, как и весь район, расположена в поясе умеренно континентального климата с тёплым летом и относительно тёплой зимой (Dfb в классификации Кёппена).
| Показатель                                                                     | Янв. | Фев. | Март | Апр. | Май  | Июнь | Июль | Авг. | Сен. | Окт. | Нояб. | Дек. | Год  |
| ------------------------------------------------------------------------------ | ---- | ---- | ---- | ---- | ---- | ---- | ---- | ---- | ---- | ---- | ----- | ---- | ---- |
| Средний суточный максимум, °C                                                  | −3,5 | −2,4 | 3,7  | 13,5 | 19,8 | 23   | 25,5 | 24,9 | 18,6 | 11   | 3,9   | −0,7 | 11,4 |
| Средняя температура, °C                                                        | −5,6 | −5   | −0,1 | 8,7  | 15,1 | 18,7 | 21,1 | 20,3 | 14,3 | 7,6  | 1,6   | −2,7 | 7,8  |
| Средний суточный минимум, °C                                                   | −8,1 | −8,2 | −4,2 | 3,1  | 9,4  | 13,3 | 16   | 15,1 | 10   | 4,2  | −0,6  | −4,9 | 3,8  |
| Норма осадков, мм                                                              | 50   | 43   | 48   | 49   | 62   | 68   | 73   | 51   | 55   | 55   | 46    | 48   | 648  |
| Источник: Погода по месяцам c ru.climate-data.org(дата обращения: Август 2021) |      |      |      |      |      |      |      |      |      |      |       |      |      |

Часовой пояс

Село Малая Локня, как и вся Курская область, находится в часовой зоне МСК (московское время). Смещение применяемого времени относительно UTC составляет +3:00.

## История
Было оккупировано ВСУ в ходе вторжения Украины в Курскую область в августе 2024 года. Освобождено ВС РФ 9 марта 2025 года.

## Население
| 2002 | 2010 |
| ---- | ---- |
| 1107 | ↘799 |

## Инфраструктура
Личное подсобное хозяйство. Малолокнянское кладбище. В селе 288 домов.

## Транспорт
Малая Локня находится на автодороге 38К-024 (Льгов — Суджа), на автодорогах межмуниципального значения 38Н-449 (38К-030 — Новоивановка — 38К-024) и 38Н-451 (38Н-449 — Старая Сорочина), в 0,5 км от автодороги 38Н-754 (38Н-451 — Новая Сорочина), в 1 км от автодороги 38Н-775 (38Н-449 — Никольский). Ж/д станция Локинская (линия Льгов I — Подкосылев). Остановка общественного транспорта.
В 124 км от аэропорта имени В. Г. Шухова (недалеко от Белгорода).

## Достопримечательности
- Церковь апостола и евангелиста Иоанна Богослова (1857)[10].
- Братская могила воинов Советской Армии, погибших в период Великой Отечественной войны.